# Di4ri
DI4RI (AGEND4S en Latinoamérica) es una serie de televisión italiana de drama adolescente producida por Netflix, en Netflix Italia se estrenó el 18 de mayo de 2022, mientras que en Netflix Internacional se estrenó el 27 de julio de 2022.
En febrero de 2023 se anunció el inicio de producción de la segunda temporada aunque se estaba grabando desde diciembre de 2022, la misma se dividió en 2 partes de 7 episodios cada una, en Netflix la primera parte se estrenó el 23 de septiembre de 2023 en Netflix Italia, mientras que la segunda parte se estrenó el 6 de diciembre de 2023. En Netflix Internacional la primera parte se estrenó el 10 de octubre de 2023, mientras que la segunda se estrenó el 9 de enero de 2024.

## Temporadas

### Estreno Netflix Italia
| Temporada | Temporada | Episodios | Episodios              | Lanzamiento original     | Lanzamiento original     |
| --------- | --------- | --------- | ---------------------- | ------------------------ | ------------------------ |
|           | 1         | 15        | 15                     | 18 de mayo de 2022       | 18 de mayo de 2022       |
|           | 2         | 14        | 7                      | 14 de septiembre de 2023 | 14 de septiembre de 2023 |
| 7         | 2         | 14        | 6 de diciembre de 2023 | 6 de diciembre de 2023   |                          |

### Estreno Netflix Internacional
| Temporada | Temporada | Episodios | Episodios          | Lanzamiento original  | Lanzamiento original  |
| --------- | --------- | --------- | ------------------ | --------------------- | --------------------- |
|           | 1         | 15        | 15                 | 27 de julio de 2022   | 27 de julio de 2022   |
|           | 2         | 14        | 7                  | 10 de octubre de 2023 | 10 de octubre de 2023 |
| 7         | 2         | 14        | 9 de enero de 2024 | 9 de enero de 2024    |                       |

## Episodios

### Temporada 1 (2022)
Los 15 episodios de la primera temporada fueron lanzados el 18 de mayo en Italia y el 27 de julio de 2022 Internacionalmente. solo en Netflix.
| N.º | Título        | Fecha de emisión original |
| --- | ------------- | ------------------------- |
| 1   | «Episodio 1»  | 18 de mayo de 2022        |
| 2   | «Episodio 2»  | 18 de mayo de 2022        |
| 3   | «Episodio 3»  | 18 de mayo de 2022        |
| 4   | «Episodio 4»  | 18 de mayo de 2022        |
| 5   | «Episodio 5»  | 18 de mayo de 2022        |
| 6   | «Episodio 6»  | 18 de mayo de 2022        |
| 7   | «Episodio 7»  | 18 de mayo de 2022        |
| 8   | «Episodio 8»  | 18 de mayo de 2022        |
| 9   | «Episodio 9»  | 18 de mayo de 2022        |
| 10  | «Episodio 10» | 18 de mayo de 2022        |
| 11  | «Episodio 11» | 18 de mayo de 2022        |
| 12  | «Episodio 12» | 18 de mayo de 2022        |
| 13  | «Episodio 13» | 18 de mayo de 2022        |
| 14  | «Episodio 14» | 18 de mayo de 2022        |
| 15  | «Episodio 15» | 18 de mayo de 2022        |

### Temporada 2 (2023)
Los primeros 7 episodios de la segunda temporada fueron lanzados el 14 de septiembre en Italia y el 10 de octubre de 2023 en Internacionalmente, los últimos 7 episodios se estrenaron el 6 de diciembre de 2023 en Italia y se estrenarán el 9 de enero de 2024 Internacionalmente. solo en Netflix.
| N.º | Título        | Fecha de emisión original |
| --- | ------------- | ------------------------- |
| 1   | «Episodio 1»  | 14 de septiembre de 2023  |
| 2   | «Episodio 2»  | 14 de septiembre de 2023  |
| 3   | «Episodio 3»  | 14 de septiembre de 2023  |
| 4   | «Episodio 4»  | 14 de septiembre de 2023  |
| 5   | «Episodio 5»  | 14 de septiembre de 2023  |
| 6   | «Episodio 6»  | 14 de septiembre de 2023  |
| 7   | «Episodio 7»  | 14 de septiembre de 2023  |
| 8   | «Episodio 8»  | 6 de diciembre de 2023    |
| 9   | «Episodio 9»  | 6 de diciembre de 2023    |
| 10  | «Episodio 10» | 6 de diciembre de 2023    |
| 11  | «Episodio 11» | 6 de diciembre de 2023    |
| 12  | «Episodio 12» | 6 de diciembre de 2023    |
| 13  | «Episodio 13» | 6 de diciembre de 2023    |
| 14  | «Episodio 14» | 6 de diciembre de 2023    |

## Trama
La serie, ambientada en la isla de Ischia, en la aldea de Marina Piccola, cuenta la historia de un grupo de chicos que asisten a la clase 2º D de la escuela secundaria local. Cada episodio se cuenta desde el punto de vista de uno de los personajes principales, que se convierte en el narrador.

## Reparto

### Principal
- Flavia Leone como Livia Mancini
- Andrea Arru como Pietro Maggi
- Liam Nicolosi como Giulio Paccagnini
- Francesca La Cava como Arianna Rinaldi
- Sofia Nicolini como Isabel Diop
- Biagio Venditti como Daniele Parisi
- Federica Franzellitti como Mónica Piovani
- Pietro Sparvoli como Mirko Valenti
- Fiamma Parente como Bianca Laremi (temporada 2)

### Secundario
- Fortunato Cerlino como Paolo Agresti (temporada 1)
- Fiorenza Tessari como la profesora Ferrucci (temporada 1)
- Massimo Pio Giunto como Michele Pastore
- Marta Latino como Lucia Colasanti (temporada 1)
- Lorenzo Nicolò como Silverio Mancini
- Christelle Arayata como Carlotta (temporada 1)
- Alessandro Laffi como Matteo Grimaldi “El Grimo” (temporada 1)
- Santiago Narciso como Damiano Valenti (temporada 1)
- Frederico Cempella como Nico Guariglia (temporada 1)
- Rosella Cellati como Sra. Parisi (temporada 1)
- Valentine Scimè como Elisa Mancini (temporada 1)
- Stella Rotondaro como profe de matemática
- Gianluigi Calvani como profe de inglés
- Alessandro Procoli como el director
- Sara Zenier como Sra. Maggi
- Luca Scapparone como Sr. Maggi
- Michelangelo Tommaso como Sr. Parisi (temporada 1)
- Chiara Ricci como Sra. Mancini
- Yasine Mbaye como Claire Diop (temporada 1)
- Filippo Bianchi como Denis (temporada 1)
- Edoardo Esposito como Lamberto (temporada 1)
- Emily Shaqiri como Katia (temporada 2)
- Gabriele Taurisano como Roby (temporada 2)
- Martina Frosini como Sara (temporada 2)
- Viola Sartoretto como Emma (temporada 2)

## Producción
El rodaje tuvo lugar en la isla de Ischia, en el extremo norte del Golfo de Nápoles, Italia y se llevó a cabo durante un período de dieciocho semanas.

## Promoción
El tráiler oficial de la serie se lanzó el 19 de abril de 2022.